# Cozinha comunitária

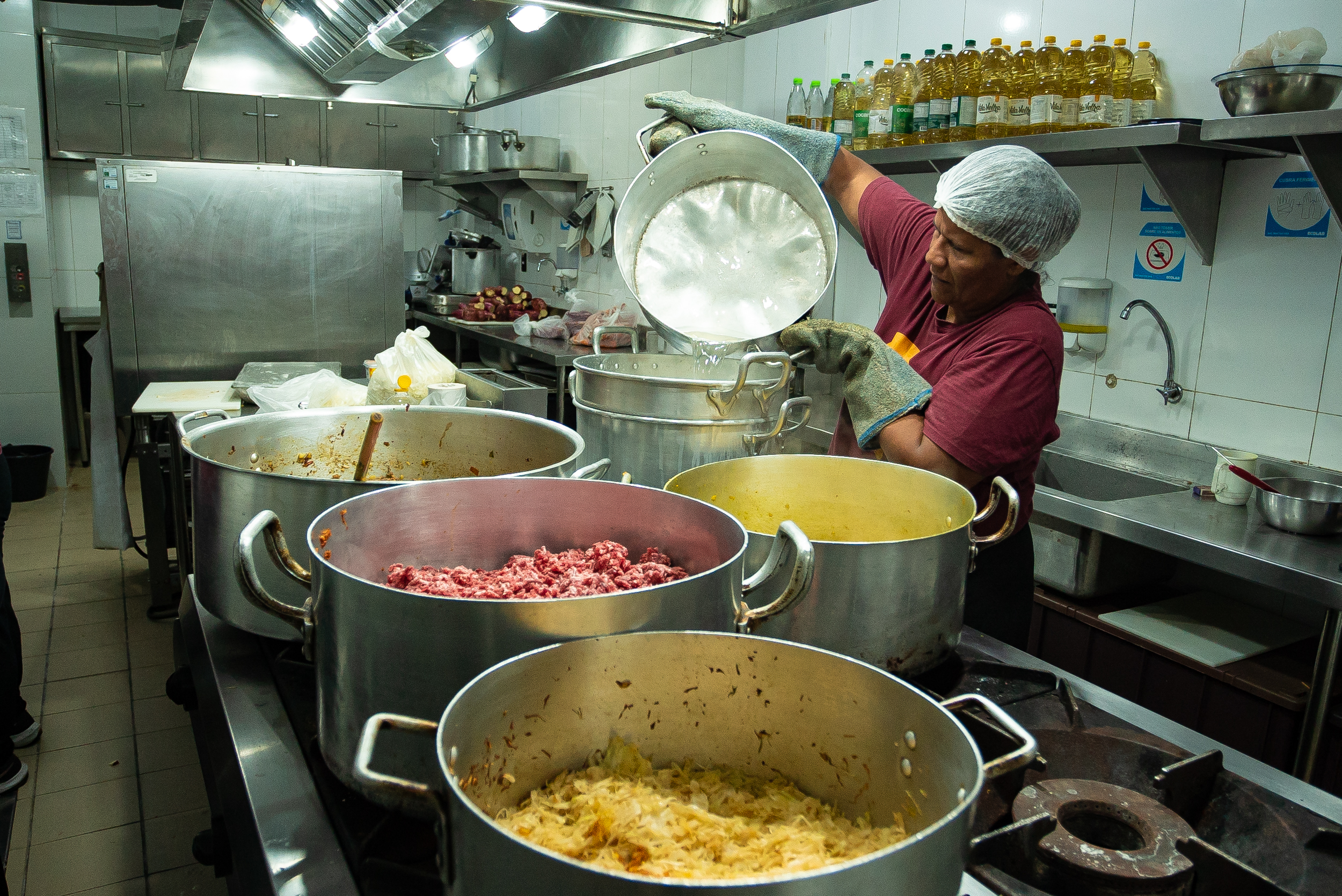
Cozinha Comunitária da Casa das Mulheres - Complexo da Maré (RJ)

Cozinhas comunitárias ou cozinhas públicas são espaços de oferta de refeição gratuita ou de baixo custo para a população, em geral, vulnerável. No Brasil, são equipamentos públicos e sociais de segurança alimentar que oferecem refeições saudáveis e acessíveis, voltadas principalmente para populações em situação de vulnerabilidade. Essas cozinhas integram a política pública de combate à fome, atuando na garantia do direito à alimentação adequada e na promoção da inclusão social.

## História
Há registro de cozinhas públicas, com o objetivo alimentação da população em geral, ou de um grupo específico, mesmo no Império Otomano, entre os séculos XIV ao XIX. A história da igreja católica também traz, através da caridade, a distribuição de alimento como uma prática historicamente relacionada à religião.
No Brasil, através de ações tomadas pelo Ministério do Desenvolvimento Social e Combate à Fome, a prática, que é comum na informalidade, estruturou-se como uma política social, fruto de ações integradas entre Governo e sociedade, e têm por objetivo promover intervenções que estimulem a superação da pobreza.
Tais Cozinhas, formalizadas por todo o território nacional, caracterizam-se pelo funcionamento em 5 dias da semana e pela produção mínima de 200 refeições por dia. 

## Cozinhas comunitárias no Brasil

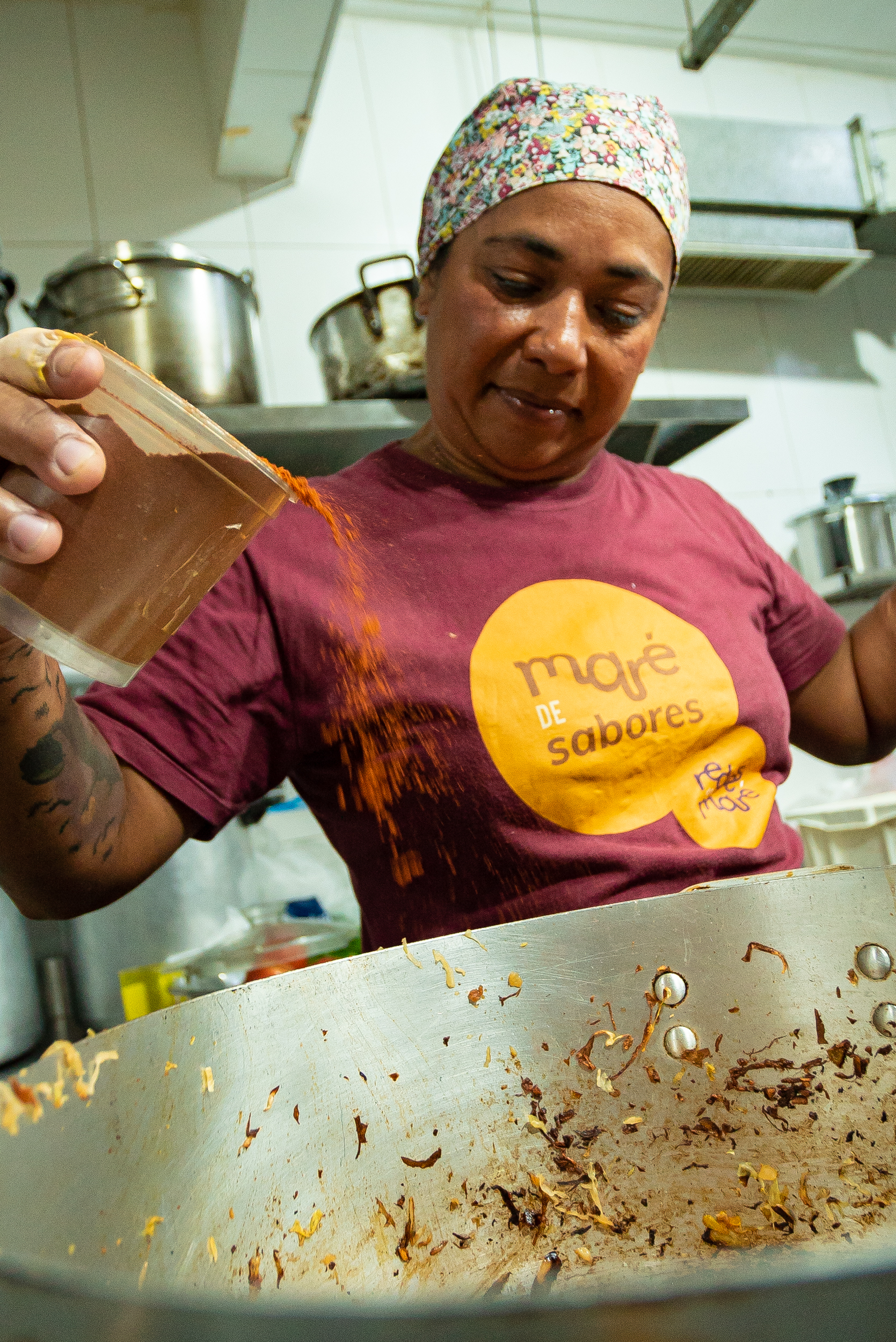
Cozinha Comunitária da Casa das Mulheres - Complexo da Maré (RJ)

As cozinhas comunitárias no Brasil operam em parceria com governos municipais, estaduais, organizações da sociedade civil e movimentos sociais, podendo ser geridas de forma pública, comunitária ou compartilhada. Estão vinculadas ao Sistema Nacional de Segurança Alimentar e Nutricional (SISAN) e são reconhecidas como parte dos Equipamentos Públicos de Segurança Alimentar e Nutricional (EPSAN).
Com funções que vão além da alimentação, as cozinhas comunitárias contribuem para a economia solidária, fortalecem redes locais de produção e consumo, e promovem a educação alimentar.

### Políticas e programas
Iniciativas como o Programa Bom Prato (Pernambuco), o programa da Prefeitura de São Paulo, e o projeto Bahia Sem Fome demonstram o avanço dessas políticas em diferentes esferas governamentais.
Além disso, iniciativas de movimentos sociais como as Cozinhas Solidárias, organizadas por grupos como o MTST, têm ampliado o alcance dessas ações em áreas urbanas periféricas.
Durante emergências, como a pandemia de COVID-19, essas cozinhas forneceram assistência imediata à população em risco alimentar.

### Desafios
Apesar de sua importância, muitos desses equipamentos enfrentam dificuldades, como a dependência de financiamento público contínuo, falta de infraestrutura e necessidade de institucionalização em políticas permanentes.

## Mapeamento

### Rio de Janeiro
- APAE (Tijuca).[16]
- Associação de Moradores de Acari (Acari). [17]
- ATNUBI (Praça Seca).[18]

- Cozinha Comunitária da Casa das Mulheres (Maré).[19]
- Cozinha Comunitária da Frente Maré (Maré).[20]
- Biblioteca da Casa Amarela (Anchieta).[21]
- Boêmios da Vila Aliança (Vila Aliança).[22]
- Casa Matos (Realengo).[18]
- CB RIO/BEIRA RIO (Recreio).[23]
- Centro Social Amigos da Nova Sepetiba (Nova Sepetiba).[24]
- Congregação Mariana (Tanque).[25]
- Cozinha Comunitária Alto da Cachamorra (Campo Grande).[18]
- Cozinha Comunitária Bicuda no Prato (Irajá).[18]
- Cozinha Comunitária Catumbi (Catumbi).[26]
- Cozinha Comunitária Cosmos (Inhoaíba).[27]

- Cozinha Comunitária Di Leontina (Ilha do Governador).[18]
- Cozinha Comunitária Jacarezinho (Jacaré).[28]
- Cozinha Comunitária Kwê Bororó (Saúde).[18]
- Cozinha Comunitária Leonina Pereira Gomes (Mangueira).[29]